# 衣干山
衣干山（きぬぼしやま）は、佐賀県唐津市にある標高162.6メートルの山である。

## 概要
山はJR唐津線西唐津駅の西南西約1kmの場所にある。山の名は、大伴狭手彦を追いかけ鏡山から下りて松浦川に飛び込んだ佐用姫がここで濡れた衣服を干して乾かしたという伝説に由来する。